# Phthoropoea oenochares
Phthoropoea oenochares är en fjärilsart som beskrevs av Edward Meyrick 1920. Phthoropoea oenochares ingår i släktet Phthoropoea och familjen äkta malar.
Artens utbredningsområde är Nigeria. Inga underarter finns listade i Catalogue of Life.